# Toktar Aubakirow
Toktar Ongarbajewicz Aubakirow (oryg. Токтар Онгарбаевич Аубакиров, ur. 27 lipca 1946 w kołchozie 1-maj w obwodzie karagandyjskim) – kazachski pilot doświadczalny i kosmonauta, Bohater Związku Radzieckiego (1988), Narodowy Bohater Kazachstanu (1995).

## Życiorys
Pracował jako tokarz w fabryce w Temyrtau, zajmował się spadochroniarstwem w aeroklubie, w 1965 ukończył lotnicze centrum szkoleniowe w Karagandzie, od września 1965 służył w Armii Radzieckiej. W 1969 ukończył Armawirską Wojskową Wyższą Szkołę Lotniczą   Pilotów Obrony Powietrznej, w 1976 szkołę pilotów doświadczalnych, a w 1979 Moskiewski Instytut Lotniczy. Od czerwca do sierpnia 1976 był pilotem doświadczalnym zakładu lotniczego w Ułan Ude. W latach 1976–1991 był pilotem doświadczalnym Specjalnego Biura Konstruktorskiego im. Mikojana (MiG), wykonywał loty testowe samolotów MiG-23, MiG-27, MiG-29, MiG-31 i ich modyfikacji. Między innymi, jako pierwszy wystartował z lotniskowca „Admirał Kuzniecow” (samolotem MiG-29K). W maju 1991 rozpoczął trening w Centrum Wyszkolenia Kosmonautów im. J. Gagarina, od 2 do 10 października 1991 wykonywał lot kosmiczny statkiem Sojuz TM-13 do stacji kosmicznej Mir (7 dni i 22 godziny). W lutym 1992 został I zastępcą ministra obrony Kazachstanu, 1993-1996 był generalnym inspektorem Narodowej Agencji Kosmicznej Kazachstanu, 1996-2000 pomocnikiem Prezydenta Kazachstanu ds. obrony, przemysłu obronnego i kosmosu, a 2000-2001 zastępcą sekretarza Rady Bezpieczeństwa Republiki Kazachstanu. W latach 1990–1995 był deputowanym do Rady Najwyższej Kazachstanu, a 2004-2007 deputowanym do Mażylisu Kazachstanu. W 1992 otrzymał stopień generała majora lotnictwa Kazachstanu.

## Odznaczenia i tytuły
- Złota Gwiazda Bohatera Związku Radzieckiego (31 października 1988)
- Order Lenina (31 października 1988)
- Narodowy Bohater Kazachstanu (12 stycznia 1995)
- Lotnik Kosmonauta ZSRR (10 października 1991)
- Order Rewolucji Październikowej (10 października 1991)[1]
- Order „Znak Honoru” (23 lipca 1981)
- Order Ojczyzny (Kazachstan, 1995)

I medale ZSRR oraz order austriacki.
- Universal Astronaut Insignia za lot orbitalny (nr 256) – Stowarzyszenie Uczestników Lotów Kosmicznych (Association of Space Explorers(inne języki))[2]